# ごとう和
ごとう 和（ごとう かず、本名：坂下 和子〈さかした かずこ〉、1952年1月13日 - 2023年11月30日）は、日本の漫画家。女性。山形県出身。

## 略歴
旭丘光志のアシスタントを務めた後、1975年「りぼん」9月号の『一平の贈り物』でデビューする。1985年からフリーで活動した。
2023年11月30日、敗血症のため静岡市内で死去、71歳。
代表作に『エンジェル日誌』（全39巻）など。

## 作品
- 物語ならハッピーエンドで
- ホントのこといおうか
- 久美と健一のキャンパスレポート　全2巻
- 夏色のピーターラビット　全2巻
- こひつじ日記　全2巻
- 〈西の里から〉だいじょうぶ千代ちゃん
- 夢やでござい　全2巻
- あかね　全5巻
- 男と女のバランスシート
- 明日いっぱい集まったなら
- Why!?
- HOW!!
- AM4時の海の色
- 小林さんち異常あり!
- もうすぐレッドゾーン
- はい.チーズ!　全2巻
- みるくモーニング
- まにあうかもしれない
- 6番目の虹
- 真珠　全3巻
- エンジェル日誌　全39巻
- ぴんくのハート - パーキンソン病と明るく向き合う実録体験記
- 亮太朗くん大往生（『フォアミセス』2010年12月号）